# 第41回ブルーリボン賞 (鉄道)

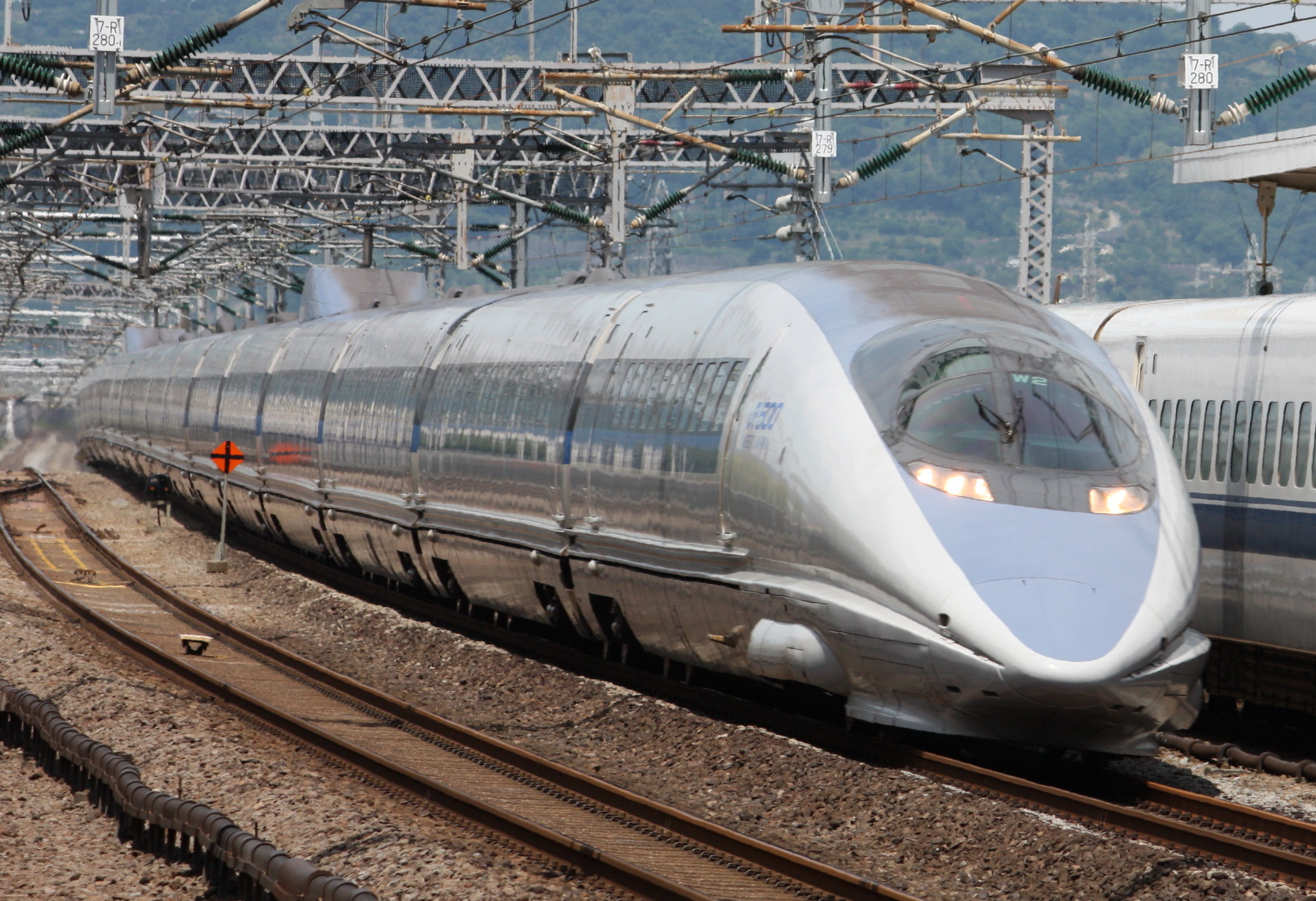
第41回ブルーリボン賞
西日本旅客鉄道500系

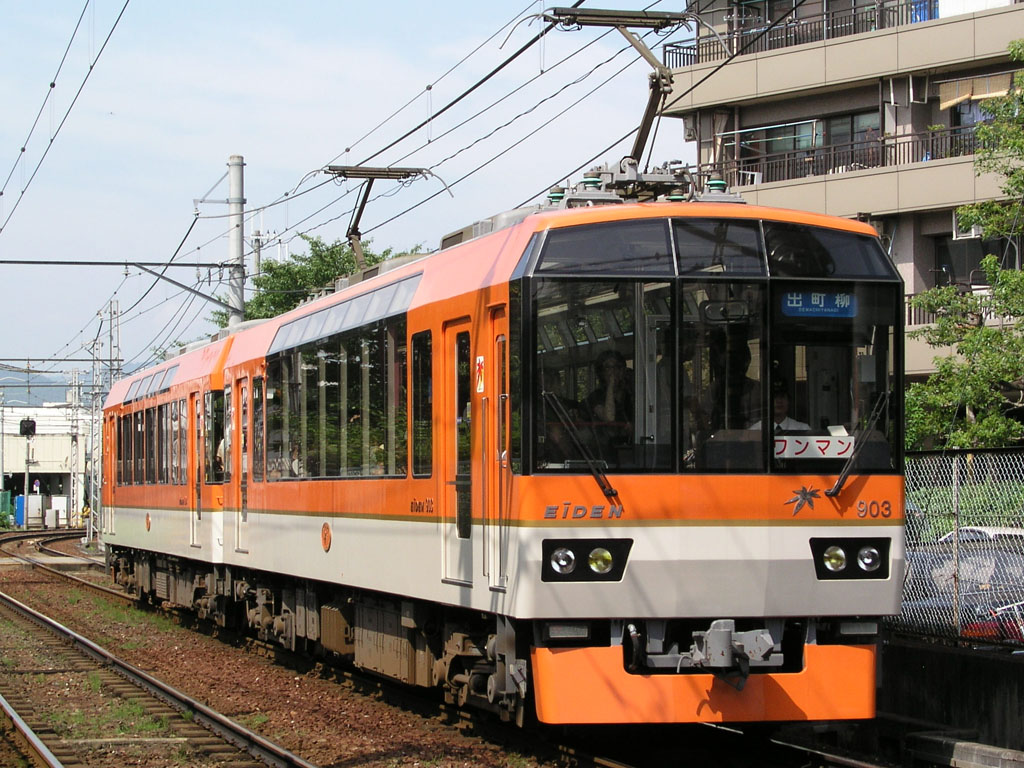
第38回ローレル賞
叡山電鉄900系

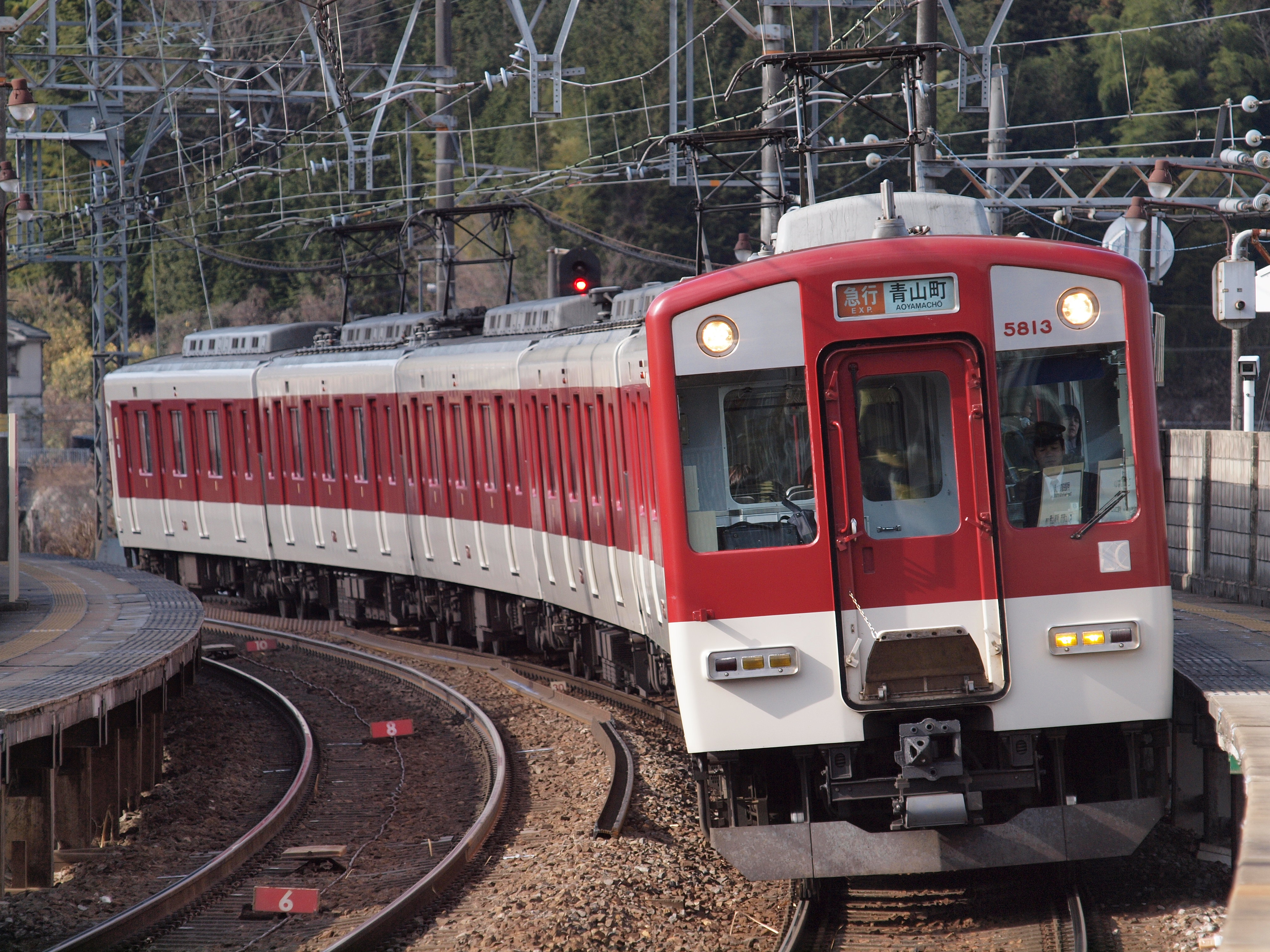
第38回ローレル賞
近鉄5800系

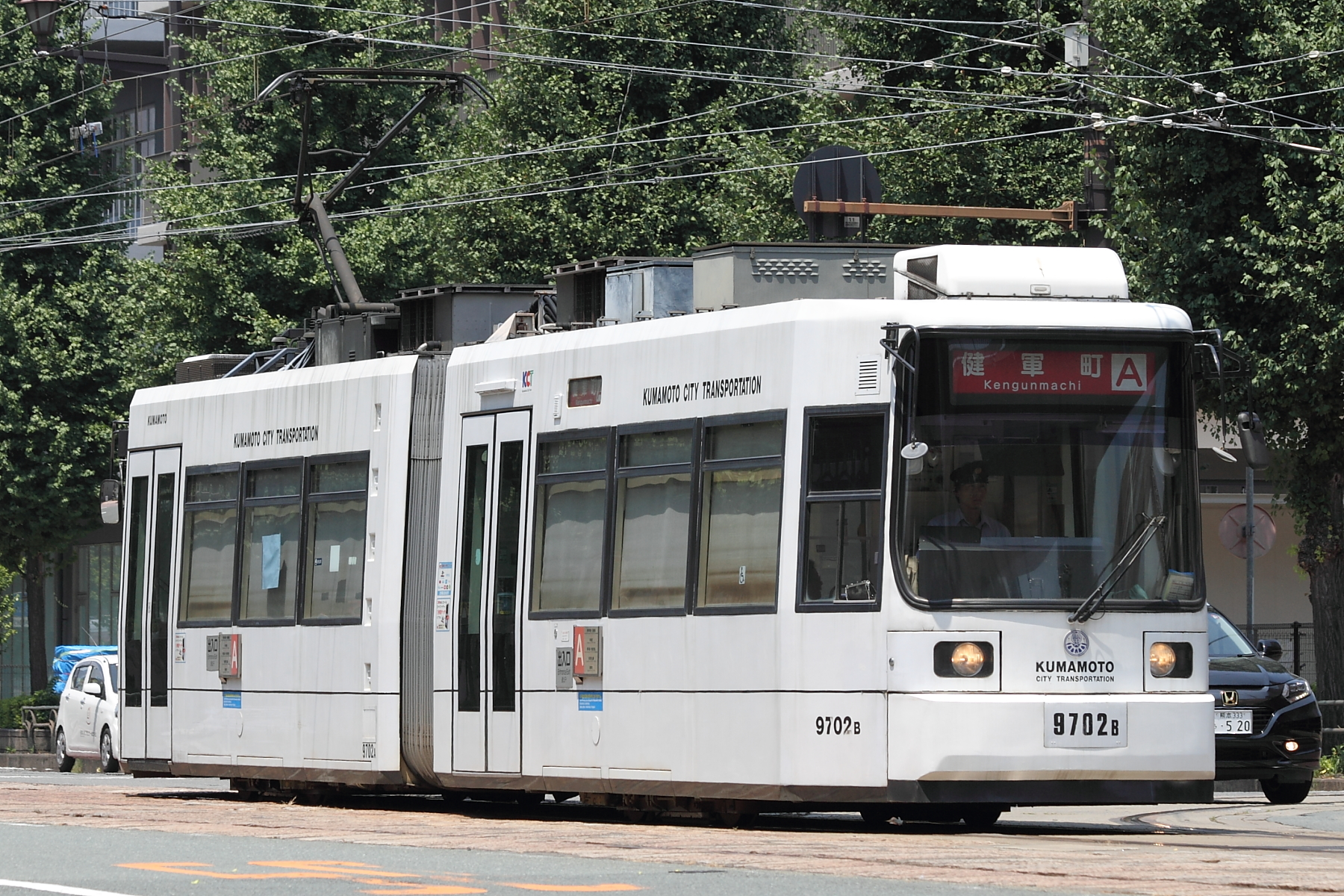
第38回ローレル賞
熊本市交通局9700形

第41回ブルーリボン賞（だい41かいぶるーりぼんしょう）は、1998年に鉄道友の会が選定したブルーリボン賞である。本項では、第38回ローレル賞（だい38かいろーれるしょう）についても併せて記す。

## 概要
日本国内で使用する鉄道・軌道車両のうち、1997年1月1日から12月31日までの間に日本国内で営業運転に就いた新形式車両またはそれとみなせる車両で、候補車両決定の時点で現に営業をしていることを概ねの要件とする選定候補車両40車種のなかから、ブルーリボン賞1形式、ローレル賞3形式が選定された。
この年は500系、E2系、E3系、E4系の4形式の新幹線車両が一挙に運行を開始したことから大激戦が予想されたが、世界最速タイとなる300km/h走行を実現した500系が勝利、ブルーリボン賞を受賞した。

## 選定車両

### ブルーリボン賞
- 西日本旅客鉄道 500系新幹線電車

### ローレル賞
- 叡山電鉄 900系電車「きらら」
- 近畿日本鉄道 5800系電車
- 熊本市交通局 9700形電車

## 候補車両
鉄道友の会ブルーリボン賞・ローレル賞選考委員会が候補車両とした40車種。太字がブルーリボン賞、斜体がローレル賞選定車両。
| 会社名         | 車両形式 |
| -------------- | --- |
| 北海道旅客鉄道 | キハ160形気動車 キハ201系気動車 キハ283系気動車 オハ14形500番台客車「のびのびカーペット車」 オハフ50形5000番台客車「カラオケ車」 オハ51形5000番台客車「カーペット車」 |
| 北越急行       | HK100形電車 681系2000番台電車 |
| 関東鉄道       | キハ2000形気動車 キハ2200形気動車 |
| 東日本旅客鉄道 | E2系新幹線電車 E3系新幹線電車 E4系新幹線電車 485系「華」 E653系電車 701系5000番台電車 キハ48形気動車「リゾートしらかみ」                                              |
| 日本貨物鉄道   | EF210形電気機関車 シキ800形貨車810 |
| 東武鉄道       | 30000系電車 |
| 東京都交通局   | 12-000形3次車電車 |
| 東京モノレール | 2000形電車 |
| 江ノ島電鉄     | 10形電車 |
| 名古屋鉄道     | 3100系・3700系電車 モ780形電車 |
| 福井鉄道       | 600形電車 |
| 近江鉄道       | 800系電車 |
| 京都市交通局   | 50系電車 |
| 叡山電鉄       | 900系電車 |
| 西日本旅客鉄道 | 500系新幹線電車 |
| 近畿日本鉄道   | 5800系電車 |
| 京阪電気鉄道   | 800系電車 8800形電車 9000系電車 |
| 山陽電気鉄道   | 5030系電車 |
| 智頭急行       | HOT7050形気動車 |
| 広島電鉄       | 3950形電車 |
| 四国旅客鉄道   | キクハ32形気動車 |
| 島原鉄道       | トラ700形客車 |
| 熊本市交通局   | 9700形電車 |